# تاکایوکی کوواتا
تاکایوکی کوواتا (به انگلیسی: Takayuki Kuwata) بازیکن فوتبال اهل ژاپن و عضو تیم ملی فوتبال ژاپن است که در تاریخ ۲۸ مه ۱۹۶۱ میلادی اولین بازی ملی‌اش را انجام داد. او در ۵ بازی ملی حضور داشت و آخرین بازی ملی خود را در تاریخ ۲۱ سپتامبر ۱۹۶۲ میلادی انجام داد. تاکایوکی کوواتا در بازی‌های ملی‌اش
۲ گل به ثمر رساند.